# Casas de Cultura Estrangeira da Universidade Federal do Ceará

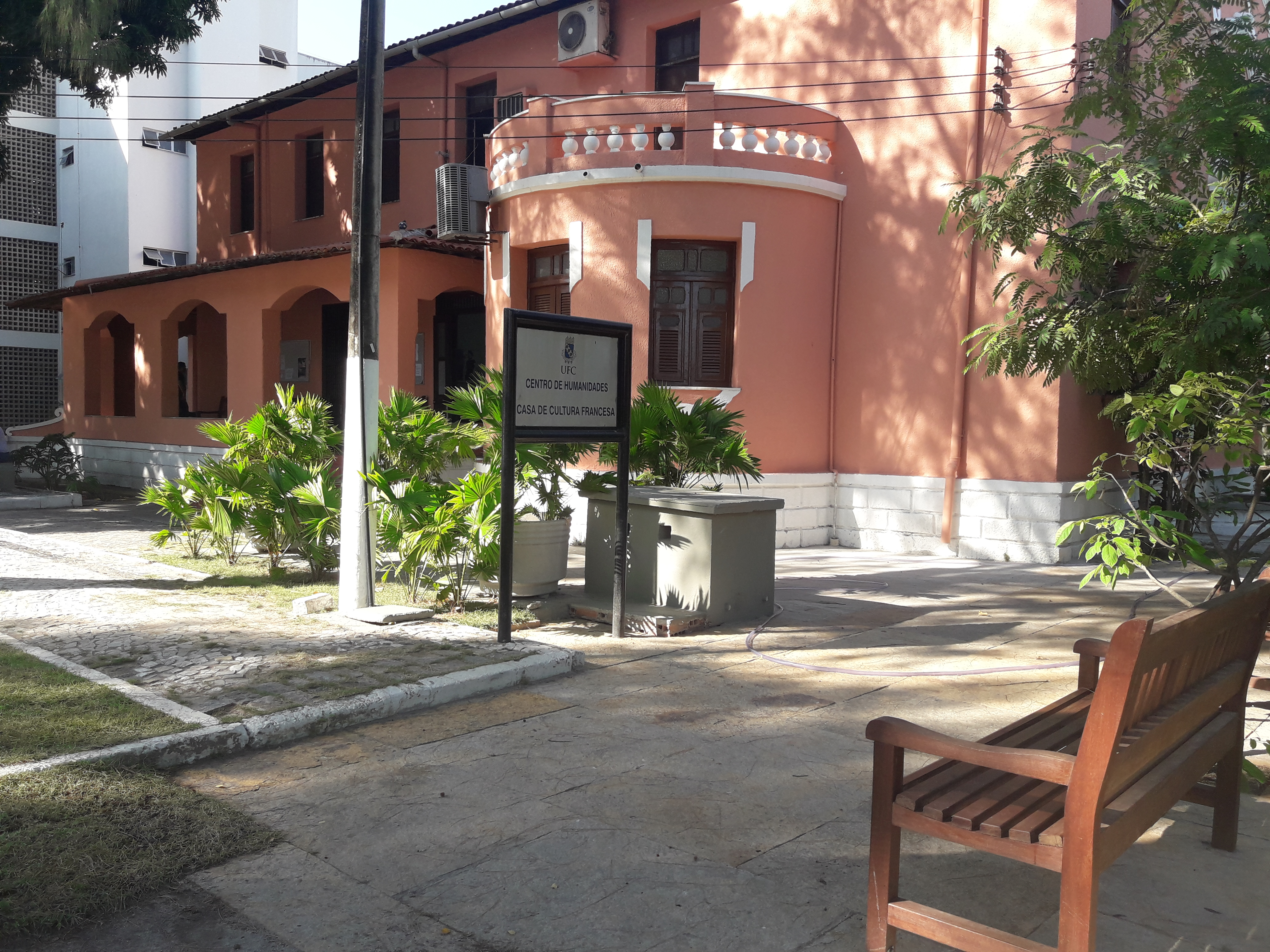
Casa de Cultura Francesa

As Casas de Cultura Estrangeira da Universidade Federal do Ceará oferecem à comunidade, além dos cursos de língua, a difusão cultural dos países por elas representados. Há seis Casas de Cultura (Alemã, Britânica, Francesa, Hispânica, Italiana, Portuguesa) e um Curso de Esperanto.

## História
Até a década de 1990 existia também uma Casa de Cultura Russa, que foi fechada. A Casa de Cultura Esperantista, também conhecida por Curso de Esperanto, foi fechada na década de 90, mas depois foi reaberta.
Os cursos das Casas de Cultura Estrangeira, desenvolvem as seguintes atividades:
- Colaboração com o Departamento de Letras, servindo de prática de ensino aos alunos daquela graduação.
- Apresentação de conferências, palestras, seminários, recitais, exposições fotográficas sobre temas culturais, artísticos e científicos, além de exibição de filmes variados.

Seleção: Para quem deseja iniciar o estudo de uma língua estrangeira, existe o Teste de Admissão. Planejado e executado pela Comissão Coordenadora do Vestibular (CCV), este exame consiste de prova de conhecimentos gerais e português. O Teste de Admissão é realizado duas vezes por ano. Para aqueles que já estudaram uma língua estrangeira e desejam ingressar do semestre II ao semestre VI do cursos básicos, existe o Teste de Nível. Alunos de pós-graduação que desejam obter proficiência leitora em língua estrangeira devem enviar, através do departamento de seu curso de pós-graduação, um requerimento solicitando uma vaga.

## Casa de Cultura Alemã
A Casa de Cultura Alemã é uma escola de língua alemã mantida pela Universidade Federal do Ceará. Foi fundada em 1962.
Os cursos da Casa de Cultura Alemã são tradicionalmente abertos à comunidade, não sendo restritos a estudantes de cursos da UFC. A casa de cultura oferece um curso básico de alemão em sete semestres, e um curso intermediário em mais dois, com turmas em diversos horários. Há ainda um curso preparatório para o Zertifikat Deutsch.
A casa passou por uma reforma no ano de 2013, em comemoração dos seus 50 anos, completados em 2012. 
A casa de cultura desempenha papel de intermediária na cooperação entre a UFC e instituições germânicas, como o Serviço Alemão de Intercâmbio Acadêmico - DAAD, o Instituto Goethe e a Sociedade Alemã de Pesquisa, entres outras.